# Charles Kunz
Charles Kunz (Genève, 25 april 1928 - 16 juni 2009) is een Zwitsers voormalig voetballer die speelde als aanvaller.

## Carrière
Kunz speelde gedurende zijn hele carrière voor Servette. In 1955 maakte hij zijn debuut voor Zwitserland, hij speelde in totaal vijf interlands.